# Meridian Hills
Meridian Hills – miasto w Stanach Zjednoczonych, w stanie Indiana, w hrabstwie Gibson.